# سرعة إيقاع
سرعة الإيقاع هي معدل سرعة المقطوعة الموسيقية، والتي تنظم من خلال سرعة الضربة الإيقاعية أو النبضة التي تعزف على أساسها.